# Schkeuditz
Schkeuditz (górnołuż. Skudźicy) – miasto w Niemczech, w kraju związkowym Saksonia, w powiecie Nordsachsen, do 31 lipca 2008 miasto leżało na terenie zlikwidowanego już powiatu Delitzsch.

## Geografia
Schkeuditz leży ok. 12 km na północ od Lipska. Znajduje się tutaj port lotniczy Lipsk/Halle. W okolicy istnieje najstarsze skrzyżowanie autostrad w Europie – Schkeuditzer Kreuz.

## Dzielnice
Miasto dzieli się na następujące dzielnice:
- Dölzig
- Freiroda
- Gerbisdorf
- Glesien
- Hayna
- Kleinliebenau
- Kursdorf
- Radefeld
- Schkeuditz
- Wolteritz

## Współpraca
- Bühl, Badenia-Wirtembergia
- Călărași, Mołdawia
- Oslavany, Czechy
- Seelze, Dolna Saksonia
- Villefranche-sur-Saône, Francja